# Gmina Križ
Gmina Križ (chorw. Općina Križ) – gmina w Chorwacji, w żupanii zagrzebskiej. W 2011 roku liczyła  6963 mieszkańców.